# Los Trossos (el Meüll)
Los Trossos són uns camps de conreu del municipi de Castell de Mur, al Pallars Jussà, a l'antic terme de Mur, en terres del poble del Meüll.
Estan situats al sud-sud-oest del Meüll, a l'oest-nord-oest de Sellamana.